# Södermanlands runinskrifter 296
Runinskrift Sö 296, även kallad Skälbystenen, är en runsten vid forna Skälby gård, nu Lövstalund, i Grödinge socken och Botkyrka kommun på Södertörn.

## Stenen
Stenen står på sin ursprungliga plats vid kanten av den gamla häradsvägen mellan Södertälje och Haninge Centrum. Gården Skälby låg tidigare ovanför runstenens plats, och här gjorde vägen en tvär sväng mot öster. Nu står stenen vid kanten av Grödinges golfbana. På platsen lär även stenen Sö 295 tidigare ha stått, men denna är sedan länge försvunnen. I höjd med Lövstalund, på södra sidan om Södertäljevägen i Tyttinge, har runstensfragmentet Sö ATA4207/71 påträffats.
Materialet är gnejs och ristningsytan är mycket överlavad. Stenen är 1,55 meter hög, 0,90 meter bred nedtill och 1,55 meter bred över korsmitten. På ristningsytan finns en runorm i stilgruppering Fp och ett kors. Runslingan följer stenens form väl. Tyvärr har den översta delen, som legat som ett fragment bredvid, förlorats. Ristningen är djup och tydlig. Den bör ha tillkommit någon gång mellan 1010 och 1050.

## Inskriften
Translitterering av runraden:
× oskautrʀ : raisti : stain : þinsi : aftiʀ · airnfast : mu...[uþur sin : sun · kuþi(k)]s : uk · aftiʀ : ulafu kunu : sina : kairþi : oskutr : kuml : þausi +
Normalisering till runsvenska:
Asgautr ræisti stæin þennsi æftiʀ Ærnfast, mo[ðurbr]oður sinn, sun Gyðings, ok æftiʀ Olofu, kunu sina. Gærði Asgautr kumbl þausi.
Översättning till nusvenska:
Åsgöt reste denna sten efter Ärnfast, sin morbroder, Gydings son; och efter Olov, sin hustru, gjorde Åsgöt detta minnesmärke.

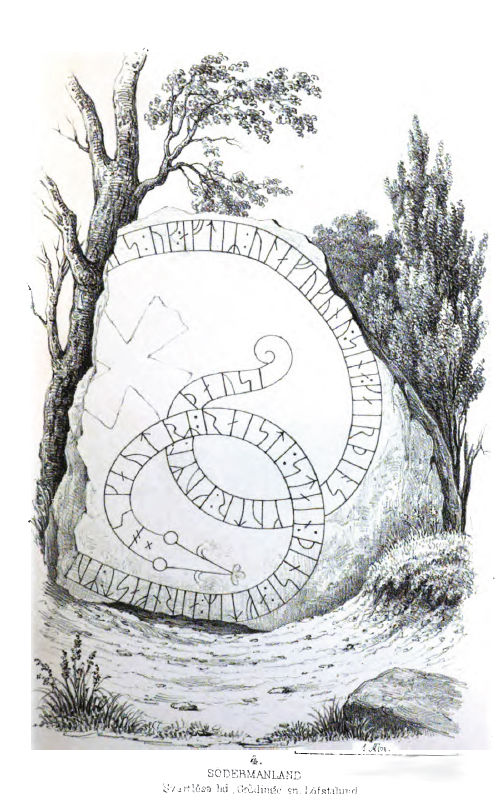
Teckning av Richard Dybeck, 1855.

Ristaren torde vara Amunde. Olov uppges här vara ett kvinnonamn vilket även lär förekomma på andra runstenar. Ordet morbroder finns endast på ytterligare en runsten i Södermanland.